# Jean-Louis Thireau
« Thireau » redirige ici. Pour l’article homophone, voir Tiro.
Jean-Louis Thireau, né le 15 septembre 1946 à Paris, est un historien du droit français.

## Biographie
Agrégé d'histoire du droit et de droit romain en 1990, il enseigne successivement à l'Université de Picardie de 1990 à 1996 et à l'Université Panthéon-Sorbonne de 1996 à 2014.

## Ouvrages
- Les idées politiques de Louis XIV, PUF, 1973.
- Charles Dumoulin (1500-1566). Étude sur les sources, la méthode, les idées politiques et économiques d'un juriste de la Renaissance, (dir. Robert Villers), Droz, 1980.
- Les voies de recours judiciaires, instruments de liberté, PUF, 1995.
- Histoire du droit de la famille, L’Hermès Éditeur, 1995.
- Introduction historique au droit, Flammarion, 2001.
- Coutumes, doctrine et droit savant, (en collaboration avec Jean-Marie Augustin, Véronique Gazeau et Yves Sassier), LGDJ, 2006.
- D'un code à l'autre : le droit commercial en mouvement, (en collaboration avec Paul Le Cannu, Philippe Stoffel-Munck et Catherine Malecki), LGDJ, 2008.